# Équinoxe Part 5
Équinoxe Part 5 é um instrumental composto por Jean Michel Jarre e lançado em 1978, no álbum "Équinoxe". Um single também foi lançado no mesmo ano.
A composição foi regravada por vários artistas e o LP foi distribuído em vários países.
A inspiração da melodia foi o tema "Le Setyricon", gravado em 1975.

## História: "Le Setyricon"
Após ter gravado o tema "Le Sport En Fête" para o programa de TV de mesmo nome em 1973, Jarre compôs a música "Le Setyricon" para o programa de mesmo nome.
A gravação apenas foi lançada no CD "Rarities 4", que também incluiu uma versão chamada "Le Setyricon - La Parade".

## Lançamento do single e regravações
Depois que o álbum "Équinoxe" foi lançado em 1978, um single foi distribuído no mesmo ano.
Além do LP de sucesso, a faixa "Équinoxe Part 5" foi notável e regravada por vários músicos como:
- James Last (Lançado em 1979 apenas no Japão)[6]
- The Shadows (1980)[7]
- Star Inc (1995)[8]
- The Moog Masters (1998)[9]
- Russell B (1991)[10]
- Koto (1990)[11]
- Ed Starink (1989)[12]

## Remix (1980)
Em 1980, foi lançado o VHS "Video Concert - First Musical Videogram", que incluiu um Remix de "Équinoxe Part 5", gravado ao vivo.
Um milhão de espectadores assistiram a apresentação em La Place de La Concorde, em 1979. O videocassete é raro atualmente.